# Utricularia petertaylorii
Utricularia petertaylorii är en tätörtsväxtart som beskrevs av Allen Lowrie. Utricularia petertaylorii ingår i släktet bläddror, och familjen tätörtsväxter. Inga underarter finns listade i Catalogue of Life.